# 北陸鉄道東部支所
北陸鉄道東部支所（ほくりくてつどうとうぶししょ）は、石川県金沢市末町にあった北陸鉄道金沢営業所管理下の支所。
2006年（平成18年）4月29日までは東部営業所だった。車体の営業所記号は「東」、最寄り停留所は「東部車庫」であった。

## 沿革
- 1974年6月27日：東部営業所として開設。
- 2006年4月29日：金沢営業所管理下の東部支所となる。
- 2025年3月31日:営業所としての利用を終了。

## 現行路線

### 花里線
- 18：金沢駅 - 香林坊 - 本多町 - 花里住宅 - 東部車庫 - 金沢学院大学
- 18：金沢駅→香林坊→本多町→錦町→辰巳丘高校（平日のみ運行）
- ←06／18→：県庁前 - 金沢駅西口 - 香林坊 - 本多町 - 花里住宅 - 東部車庫（東部車庫方向は金沢駅（東口）も経由、平日のみ運行）
- 07：映寿会みらい病院←県庁前←金沢駅西口←香林坊←本多町←花里住宅←東部車庫（平日のみ運行）
  - 1997年9月1日：金沢駅 - 武蔵ヶ辻間で、下りは本町、上りは六枚町を経由していた経路を、金沢市道金沢駅通り線を経由して往復ともリファーレ前に停車する経路に変更。
  - 2023年4月1日：金沢駅 - 本多町間通過の快速便を廃止。

### 鈴見線
- 92：金沢駅 - 香林坊 - 鈴見台二丁目 - 若松 - 朝霧台
- ←06／92→：金沢西高校←県庁前 - 金沢駅西口 - 香林坊 - 鈴見台二丁目 - 若松 - 朝霧台（朝霧台方向は金沢駅（東口）も経由、平日のみ運行）
  - 1998年3月：花里線と同様に、金沢駅～武蔵ヶ辻間の経路を本町／六枚町経由からリファーレ前経由に変更。
  - 2001年3月4日：担当営業所が東部営業所（当時）からほくてつバス北部営業所（当時）に全面移管。
  - 2008年4月27日：再び東部支所の担当に戻る。但しごく一部の便も北部営業所が担っている。

### 金沢大学線
- 93：金沢駅 - 香林坊 - 鈴見台二丁目 - 若松 - 金沢大学
- 94：金沢駅 - 香林坊 - 旭町 - 若松 - 金沢大学
- 97：金沢駅 - 香林坊 - 鈴見町 - 若松 - 金沢大学（平日のみ運行）
  - 1998年3月：花里線と同様に、金沢駅～武蔵ヶ辻間の経路を本町／六枚町経由からリファーレ前経由に変更。
  - 2021年4月1日：「金沢駅 - 香林坊 - 兼六園下 - 橋場町」の系統を「金沢周遊線」に変更。

## 車両
東部営業所時代から、一般路線車は基本的に日野のみであったが、2010年以降は三菱ふそうも徐々に台数を増やしている。